# لی فالکن
لی فالکن (عبری: לי סימה פלקון‎؛ زادهٔ ۷ مهٔ ۱۹۹۲) بازیکن فوتبال اهل اسرائیل است.
از باشگاه‌هایی که در آن بازی کرده‌است می‌توان به اس‌سی سند و باشگاه فوتبال بروندبی اشاره کرد.
وی همچنین در تیم‌های ملی فوتبال Israel women's national under-19 football team و زنان اسرائیل بازی کرده‌است.